# نصرت‌آباد سه دانگه
نصرت‌آباد سه دانگه، روستایی در دهستان امیرآباد بخش صوغان شهرستان ارزوئیه در استان کرمان ایران است.

## جمعیت
بر پایه سرشماری عمومی نفوس و مسکن در سال ۱۳۹۵، جمعیت این روستا برابر با ۲۶۵ نفر (۷۴ خانوار) بوده‌است.